# 科尔西科
科尔西科（義大利語：Corsico），是意大利米兰省的一个市镇。总面积5.42平方公里，人口34080人，人口密度6287.8人/平方公里（2009年）。国家统计（ISTAT）代码为015093。

## 友好城市
- 法國马拉科夫 1970年
- 西班牙马塔罗 1993年
- 古巴雷格拉 2003年